# لويتنبرغ
لويتنبرغ (بالألمانية: Leutenberg) هي بلدة ألمانية تقع في ألمانيا في تورينغن. يقدر عدد سكانها بـ 2,486 نسمة .

## المدن التوأمة
مدن شتاتشتايناخ وHochspeyer هي مدن توأمة لـلويتنبرغ.